# Mohammedia (prefeitura)
Mohammedia é uma prefeitura Marroquina, situada na costa atlântica a cerca de vinte quilómetros de Casablanca. Administrativamente pertence a região de Casablanca-Settat. Tem uma área de 278 km² e uma população de 404.648 habitantes (em 2014). A sua capital é a cidade de Mohammedía.

## História
Mohammédia foi durante muito tempo conhecida pelo seu antigo nome de Fédala. Somente em 1960 Maomé V de Marrocos alterou o seu nome para Mohammedia. Historicamente a região era habitada pela tribo berbere dos zenetas.

## Clima
A proximidade com o Oceano Atlântico conferiu a esta região um clima temperado e húmido com invernos amenos e verões bastante arrefecidos pelas brisas oceânicas. A temperatura máxima atinge 23°C; a temperatura mínima atinge 10°C. O nível de precipitação anual é de 400 mm.

## Localidades
- Mohammedia